# Hydraecia discolor
Hydraecia discolor är en fjärilsart som beskrevs av Krulikovski. Hydraecia discolor ingår i släktet Hydraecia och familjen nattflyn. Inga underarter finns listade i Catalogue of Life.